# Марк Фабий Амбуст (военный трибун)
Марк Фабий Амбуст (лат. Marcus Fabius Ambustus; V—IV века до н. э.) — римский политический деятель из патрицианского рода Фабиев, военный трибун с консульской властью в 381 и 369 годах до н. э., цензор в 363 году до н. э.

## Биография
Марк Фабий был сыном четырёхкратного военного трибуна с консульской властью Кезона Фабия Амбуста. О его деятельности во время первого трибуната (381 год до н. э.) ничего не известно: единственную шедшую тогда войну (с вольсками) сенат вне порядка поручил ведению Марка Фурия Камилла.
Дальнейшую деятельность Марка Фабия римские историки связывают с его дочерьми: младшая из них, выданная за плебея Гая Лициния Столона, завидовала старшей, чей муж-патриций Сервий Сульпиций Претекстат пользовался почестями как военный трибун. Фабия это подтолкнуло к разработке ряда законодательных инициатив, предполагавших доступ плебеев к консульской должности, ограничение крупной земельной собственности и облегчение положения должников и выдвинутых в народном собрании в 375 году до н. э. двумя трибунами — зятем Фабия Гаем Лицинием Столоном и Луцием Секстием Латераном.
Сам Марк Фабий открыто поддержал эти законопроекты только в 369 году до н. э., во время своего второго трибуната. В это время военные трибуны вели осаду Велитр, начатую ещё год назад, но Фабий находился в Риме, стараясь совместно с Секстием и Лицинием настроить в пользу законопроектов самых видных сенаторов. В конце концов, по словам Флора, «он вырвал у сената, хотя и против его воли, равное участие плебеев в магистратуре».
В 363 году до н. э. Марк Фабий стал цензором совместно с Луцием Фурием Медуллином, своим коллегой по первому трибунату.